# 배틀리 스펜 (영국 의회 선거구)
배틀리 스펜(영어: Batley and Spen, /bætli ənd spɛn/)은 잉글랜드 웨스트요크셔주에 위치한 영국 의회의 옛 선거구이다. 선거비용과 선관위원의 유형 면에서는 자치주 선거구에 해당됐다.
2023년 웨스트민스터 선거구 정기심의 결과 지역구 폐지 대상으로 지정되어 스펜밸리와 듀스베리 배틀리로 분할 통합됐다.

## 선거구 정보
이 지역은 웨스트요크셔 주의 언덕 지대인 페나인 산맥에 자리해 있다. 상업과 공업, 소매, 직업 교역 규모가 상당한 수준이며 대다수의 주민이 종사하고 있다. 또 도심에 비해 은퇴 인구의 비중이 꽤 크다. 공영주택의 비율은 지방 평균치보다 낮으나 대부분 큰 도시라면 공영 주택이 있다.  선거구 내 인구의 민족 분포는 도시마다 다양하다. 스펜 계곡에 자리한 클레크히튼 시와 그 외 마을은 백인이 주민의 다수를 이루지만 배틀리에서는 남아시아 출신 주민들의 수가 매우 큰데 특히 파키스탄인 (9.2%)과 인도인 (구자라트인) (15.9%)의 비중이 크다. 헤크몬드와이크 역시 전체주민의 16.9%가 파키스탄계 주민으로 남아시아계 주민사회가 잘 정착되어 있다.

## 경계
- 1983년 ~ 1997년: 커클리스 도시 자치구의 배틀리이스트, 배틀리웨스트, 버스톨, 버큰쇼, 클레크히튼, 헤크몬드와이크, 스펜
- 1997년 ~ 2010년: 커클리스 도시 자치구의 배틀리 이스트, 배틀리 웨스트, 버스톨, 버큰쇼, 클레크히튼, 스펜
- 2010년 ~ 2024년: 커클리스 도시 자치구의 배틀리이스트, 배틀리웨스트, 버스톨, 버큰쇼, 클레크히튼, 헤크몬드와이크, 리버스에지, 고머설

배틀리 스펜 선거구는 1983년 배틀리 몰리 선거구와 브리그하우스 스펜버러 선거구, 듀스베리 일부 지역을 합쳐 신설되었다. 웨스트요크셔 주의 일부이며 배틀리, 버큰쇼, 버스톨, 클레크히튼, 이스트비얼리, 고머설, 헌즈워스, 리버스에지가 속한다. 전통적으로 배틀리와 헤크몬드와이크에서는 노동당에, 다른 도시에서는 보수당에 투표하는 경향이 있다. 다만 클레크히튼은 예외인데 시의회에서 자민당 의원들이 과반을 획득하였다.
노동당이 의석을 차지한 것은 1997년부터로 이후 2001년, 2005년, 2010년, 2015년에도 연속으로 가져갔다. 2010년에는 보수당이 노동당의 과반득표를 깎아내리긴 했으나 전국 평균 이하의 변동폭을 보였다.

## 역사
배틀리 스펜 선거구가 지금의 모습을 갖추게 된 것은 1983년부터다. 신설 이후 큰 경계 변동이 있어왔는데 특히 1997년 총선을 앞두고 이뤄진 경계선 조정이 대표적이었다.
헤크몬드와이크는 1983년 신설 당시부터 선거구의 일부였다가 1997년 듀스베리 지역구로 넘어갔다. 그리고 2010년 총선에서 배틀리 스펜 선거구로 다시 편입되었다.
헤크몬드와이크 선거 행정구는 (리버스에지 시를 포함) 스펜 계곡 지방의 일부로 여겨지나 옛 스펜보로 도시구에 포함된 적은 없었다. 헤크몬드와이크 행정구에서는 수년간 노동당이 득세했지만 2000년대 들어 브리튼 국민당 소속 시의원이 두 명씩 당선되기도 했다. 이 둘은 각각 2007년 선거와 2008년 선거에서 근소한 차이로 노동당을 이겼다.
지난 50년간 선거에서 배틀리 스펜은 노동당과 보수당이 각축을 벌였다. 2010년 총선에서는 브리튼 국민당이 득표율 7.1%을 거두며 선전하였으나, 2015년 총선부터는 후보를 내지 않았다.
2015년 총선에서 지역구 의원으로 당선됐던 노동당의 조 콕스가 2016년 6월 16일 피격당해 사망하면서 재보궐선거가 치러졌다. 보수당, 자유민주당, 녹색당, 영국 독립당은 6월 17일 사상 처음으로 공석을 대신할 의원을 뽑는 재보궐선거에 나서지 않겠다고 밝혔다.
2021년 5월 10일 지방선거에서 트레이시 브레이빈 현 의원이 웨스트요크셔 시장에 당선되면서 다시 한번 재보궐선거가 치러지게 되었다. 이번 선거는 직전 선거였던 하틀풀 재보궐선거에서 노동당이 패한 데다 브리튼 노동자당의 조지 갤러웨이 후보가 유력 상대후보라는 점에서 노동당이 의석을 사수할 수 있을지를 놓고 영국 언론의 주목을 받았다. 그러나 개표 결과 조 콕스 전 의원의 자매인 노동당의 킴 리드비터 후보가 다소 줄어든 과반득표수로 무난히 당선되었다.

## 국회의원
| 선거 | 선거          | 의원              | 정당        |
| ---- | ------------- | ----------------- | ----------- |
|      | 1983년        | 엘리자베스 피콕   | 보수당      |
|      | 1997년        | 마이크 우드       | 노동당      |
|      | 2015년        | 조 콕스           | 노동당      |
|      | 2016년 재보궐 | 트레이시 브레이빈 | 노동당      |
|      | 2021년 재보궐 | 킴 리드비터       | 노동당      |
|      | 2024년        | 선거구 폐지       | 선거구 폐지 |

## 선거

### 1980년대
|  | 39.6% |

|  | 38.0% |

|  | 21.5% |

|  | 0.9% |

|  | 43.4% |

|  | 41.1% |

|  | 14.3% |

|  | 1.2% |

### 1990년대
|  | 45.4% |

|  | 43.1% |

|  | 10.5% |

|  | 1.0% |

|  | 49.4% |

|  | 36.4% |

|  | 8.8% |

|  | 3.6% |

|  | 1.0% |

|  | 0.8% |

### 2000년대
|  | 49.9% |

|  | 36.7% |

|  | 10.3% |

|  | 1.5% |

|  | 1.5% |

|  | 45.8% |

|  | 31.1% |

|  | 14.6% |

|  | 6.8% |

|  | 1.7% |

### 2010년대
|  | 41.5% |

|  | 33.0% |

|  | 17.2% |

|  | 7.1% |

|  | 1.2% |

|  | 43.2% |

|  | 31.2% |

|  | 18.0% |

|  | 4.7% |

|  | 2.4% |

|  | 0.2% |

|  | 0.1% |

|  | 85.8% |

|  | 4.8% |

|  | 2.7% |

|  | 2.5% |

|  | 1.2% |

|  | 1.0% |

|  | 0.8% |

|  | 0.6% |

|  | 0.4% |

|  | 0.2% |

|  | 55.5% |

|  | 38.8% |

|  | 2.3% |

|  | 2.0% |

|  | 1.3% |

|  | 0.1% |

a. ^  2016년 재보궐선거가 아닌 2015년 영국 총선과 비교한 수치. 알렉스 루킥 후보의 경우 해당 총선에서 영국 독립당 후보로 나왔을 때의 득표율을 기준으로 하였다.
|  | 42.7% |

|  | 36.0% |

|  | 12.2% |

|  | 4.7% |

|  | 3.2% |

|  | 1.3% |

### 2020년대
2021년 7월 1일 트레이시 브레이빈 의원의 웨스트요크셔 시장 당선에 따라 재보궐선거가 치러졌다.
|  | 35.3% |

|  | 34.4% |

|  | 21.9% |

|  | 3.3% |

|  | 2.2% |

|  | 0.5% |

|  | 0.4% |

|  | 0.3% |

|  | 0.3% |

|  | 0.3% |

|  | 0.3% |

|  | 0.3% |

|  | 0.2% |

|  | 0.1% |

|  | 0.1% |

|  | 0.1% |

## 같이 보기
- 웨스트요크셔 주의 의회 선거구 목록